# Jan Grauls
Jan Grauls (12 de febrero de 1948) es un diplomático belga.
Estudió Derecho en la Universidad de Amberes y en la Universidad Católica de Lovaina. Comenzó su carrera diplomática en 1973, sirviendo en distintos destinos en Túnez, la República Federal de Alemania, y en la representación permanente de la Comunidad Económica Europea en el Reino Unido y Estados Unidos, hasta que pasó a la oficina del primer ministro de Bélgica como ayudante en asuntos diplomáticos. En 2002 fue nombrado secretario general del Ministerio de Asuntos Exteriores, puesto que abandonó en junio de 2008 para ser el representante permanente de Bélgica en las Naciones Unidas en calidad de embajador. Presidió el Consejo de Seguridad de Naciones Unidas en agosto de 2008, según el turno de rotación establecido.